# Me voy (canción de Rombai)
«Me voy» es una canción del grupo de cumbia pop uruguayo Rombai. La canción fue lanzada el 28 de septiembre de 2018 a través de Sony Music Entertainment.

## Antecedentes
Fer Vázquez, vocalista del grupo, buscaba dos cantantes para que canten junto a él tras la renuncia de Emilia Mernes. Las nuevas vocalistas serían la colombiana Valeria Emiliani y la boliviana Megumi Bowles.
Lanzaron la canción «Me voy», que fue una de las canciones más escuchadas en ese año en Spotify en Uruguay y Argentina. Debido al éxito de la canción, al otro año lanzaron una versión remixada, junto a Abraham Mateo y Reykon.

## Estructura
La canción tiene una duración de 2 minutos.

## Posicionamiento en listas

### Semanales
| Listas (2018)            | Mejor posición |
| ------------------------ | -------------- |
| Uruguay (Monitor Latino) | 2              |